# Ficus saurauioides
Ficus saurauioides är en mullbärsväxtart som beskrevs av Friedrich Ludwig Diels. Ficus saurauioides ingår i släktet fikonsläktet, och familjen mullbärsväxter. Inga underarter finns listade i Catalogue of Life.